# Global Alliance for Banking on Values
Die Global Alliance for Banking on Values (GABV) ist ein unabhängiges Netzwerk von Banken im Bereich des Nachhaltigen Banking (auch social, ethical, green oder sustainable banking genannt).
Die Organisation besteht aus 54 Banken, die sich zum Ziel gesetzt haben, soziale, ökologische und kulturelle Projekte im Sinne der Nachhaltigkeit zu unterstützen.

## Geschichte
Das Netzwerk wurde im März 2009 durch das Bangladesh Rural Advancement Committee (BRAC) aus Bangladesch, die US-amerikanische ShoreBank sowie die niederländische Triodos ins Leben gerufen und mit weiteren Banken gegründet.

## Mitgliedsbanken
| Bank                                   | Sitz                    | Niederlassungen                                              | Bilanzsumme     |
| -------------------------------------- | ----------------------- | ------------------------------------------------------------ | --------------- |
| Affinity Credit Union                  | Kanada                  |                                                              |                 |
| Alternative Bank Schweiz               | Schweiz                 |                                                              | 2,2 Milliarden  |
| Assiniboine                            | Kanada                  |                                                              |                 |
| Banca Etica                            | Italien                 |                                                              |                 |
| Banco Ademi                            | Dominikanische Republik |                                                              |                 |
| BancoFie                               | Bolivien                |                                                              |                 |
| BancoSol                               | Bolivien                |                                                              |                 |
| Bank Australia                         | Australien              |                                                              |                 |
| Beneficial State Bank                  | Vereinigte Staaten      |                                                              |                 |
| Bangladesh Rural Advancement Committee | Bangladesch             |                                                              |                 |
| Centenary Bank                         | Uganda                  |                                                              |                 |
| City First Bank of DC                  | Vereinigte Staaten      |                                                              |                 |
| Clean Energy Development Bank          | Indien                  |                                                              |                 |
| Crédit Coopératif                      | Frankreich              |                                                              |                 |
| Cultura Sparebank                      | Norwegen                |                                                              | 0,8 Milliarden  |
| Ecology Building Society               | Vereinigtes Königreich  |                                                              |                 |
| Ecobanken                              | Schweden                |                                                              |                 |
| First Green Bank                       | Vereinigte Staaten      |                                                              |                 |
| Freie Gemeinschaftsbank                | Schweiz                 |                                                              | 0,4 Milliarden  |
| GLS Gemeinschaftsbank                  | Deutschland             |                                                              | 9,2 Milliarden  |
| Merkur Cooperative Bank                | Dänemark                |                                                              |                 |
| New Resource Bank                      | Vereinigte Staaten      |                                                              |                 |
| SAC Apoyo Integral                     | El Salvador             |                                                              |                 |
| Southern Bancorp                       | Vereinigte Staaten      |                                                              |                 |
| Sunrise Banks                          | Vereinigte Staaten      |                                                              |                 |
| Umweltbank                             | Deutschland             |                                                              | 4,9 Milliarden  |
| Triodos Bank                           | Niederlande             | Großbritannien, Spanien, Deutschland, Österreich und Belgien | 12,3 Milliarden |
| Vancity                                | Kanada                  |                                                              |                 |
| Vision Banco                           | Paraguay                |                                                              |                 |
| XacBank                                | Mongolei                |                                                              |                 |

(Quelle:)